# 사랑의 뿌리 (영화)
사랑의 뿌리는 한국에서 제작된 강대진 감독의 1978년 영화이다. 장동휘 등이 주연으로 출연하였고 최춘지 등이 제작에 참여하였다.

## 출연

### 주연
- 장동휘
- 윤일봉
- 도금봉
- 이승현

## 제작진
- 조명: 손영철